# Záběhlice (Zbraslav)
Záběhlice (v historických pramenech psáno též Zaběhlice) jsou bývalá obec, jejíž zrušený katastr je v současnosti rozdělen mezi jihopražské katastrální území Zbraslav, k němuž náleží drtivá většina, a obec Jíloviště, k níž náleží menší jihozápadní část s Výzkumným ústavem lesního hospodářství a myslivosti. Většina zástavby této bývalé obce se nachází na jihovýchodě území katastru Zbraslavi na levém břehu Vltavy, která protéká okrajem bývalého katastru obce, a vedle vlastní vesnice Záběhlice zahrnuje osadu Strnady, východní část osady Báně a část panelové a rodinné zástavby přiléhající k zástavbě sousední bývalé obce Žabovřesky. Na bývalém katastru Záběhlic se rozkládá i rozlehlý zbraslavský kamenolom. Ke Zbraslavi byly Záběhlice připojeny roku 1924.
Podle nynějšího statistického členění Zbraslavi tvoří základní sídelní jednotku Záběhlice dolní část Zbraslavi na levém břehu Vltavy, a to jižně od zátoky a sídelní jednotky Krňák, od Žabovřesk ji odděluje park u Vančurovy vily, ulice Košířkářská, Žabovřeská, Matjuchinova, Elišky Přemyslovny, od základních sídelních jednotek Nad lomem a U vysílače pak ulice Nad Kamínkou a lesíky Kamínka a V borovičkách. Pobřežní pás mezi ulicí K přehradám a Vltavou až k bývalému přístavišti u ulice K přístavišti je však počítán ke Strnadům, severněji pak k ZSJ Krňák. K ZSJ Záběhlice je počítán i areál zámku (kláštera) a Zbraslavské náměstí včetně okolí. Naopak Strnady tvoří samostatnou ZSJ a pod Záběhlice tak nespadají.

## Ulice a významné objekty na území bývalé obce Záběhlice

### Objekty
- most Závodu míru
- Policie ČR – Krajské ředitelství policie Středočeského kraje (východní část areálu)
- Všeobecná fakultní nemocnice
- Výzkumný ústav lesního hospodářství a myslivosti (v současnosti již leží mimo území Prahy)
- Zbraslavský kamenolom
- Přívoz Vrané nad Vltavou - Strnady

### Ulice
- Aleny Santarové
- Báňská
- Boženy Hofmeisterové
- Faltysova
- Gutfreundova
- Jiřiny Štěpničkové
- Karla Černého
- K Belvederu
- K Nové škole
- K Přehradám
- K Ubytovnám
- K Vejvoďáku
- Ke Dračkám
- Ke Kamínce
- Kubínova
- Na Báních
- Na Drahách
- Na Královně
- Na Plácku
- Nad Kamínkou
- Nad Parkem
- Neumannova
- Neužilova
- Nezvalova
- Ottova
- Pickova
- Pod Beránkem
- Pod Chaloupkami
- Pod Kamínkou
- Pod Sirénou
- Pod Spravedlností
- Pod Studánkou
- Pod Vysílačkou
- Pod Zatáčkou
- Rašilovova
- Spojařů
- Stárkové (pouze východní strana ulice)
- Strnady
- Šulcova
- Šůrova
- U Klubovny
- U Loděnice
- Václava Rady
- V Hluboké
- Výtvarnická
- Zdeňky Nyplové
- Zvonařská
- Žitavského
- Žofie Podlipské